# Frans-Spaanse veldtocht in Cochin-China
De Frans-Spaanse veldtocht in Cochin-China (Frans: Campagne de Cochinchine; Spaans: Expedición franco-española a Cochinchina; Vietnamees: Chiến dịch Nam Kỳ) was een militaire operatie tussen 1858 en 1862 op het grondgebied van het huidige Vietnam tussen enerzijds het Tweede Franse Keizerrijk en het koninkrijk Spanje en anderzijds de Nguyen-dynastie van de Vietnamese keizer Tự Đức. Hoewel de militaire operatie aanvankelijk enkel als een strafexpeditie was opgevat als vergelding voor de moord op verschillende Franse christelijke missionarissen, gaf de Franse keizer Napoleon III naderhand toestemming om een grotere troepenmacht in te zetten om Cochin-China te veroveren en er een Franse militaire en economische overheersing te vestigen. De oorlog eindigde met de oprichting van de nieuwe kolonie Frans-Cochin-China in het Verdrag van Saigon van 5 juni 1862 en luidde het begin in van een eeuw Franse overheersing van Vietnam.